# Liste der Naturdenkmale in Elchesheim-Illingen
| Naturdenkmale | Anzahl |
| ------------- | ------ |
| FND           | 0      |
| END           | 1      |
| Gesamt        | 1      |

Die Liste der Naturdenkmale in Elchesheim-Illingen nennt die verordneten Naturdenkmale (ND) der im baden-württembergischen Landkreis Rastatt liegenden Gemeinde Elchesheim-Illingen. In Elchesheim-Illingen gibt es insgesamt ein als Naturdenkmal geschütztes Objekt, das ein Einzelgebilde-Naturdenkmal (END) ist.
Stand: 31. Oktober 2016.

## Einzelgebilde (END)
| Name                      | Bild | Kennung     | Einzelheiten        | Position | Fläche Hektar | Datum         |
| ------------------------- | ---- | ----------- | ------------------- | -------- | ------------- | ------------- |
| Alte Eiche (am Goldkanal) | BW   | 82160120001 | Elchesheim-Illingen | ⊙        | 0,0           | 16. März 1965 |
| Legende für Naturdenkmal  |      |             |                     |          |               |               |